# Stazione meteorologica di Pergola
La stazione meteorologica di Pergola è la stazione meteorologica di riferimento relativa alla località di Pergola.

## Coordinate geografiche
La stazione meteorologica si trova nell'area climatica dell'Italia centrale, nelle Marche, in provincia di Pesaro e Urbino, nel comune di Pergola, a 306 metri s.l.m. e alle coordinate geografiche 43°33′N 12°50′E.

## Dati climatologici
In base alla media trentennale di riferimento 1961-1990, la temperatura media del mese più freddo, gennaio, si attesta a +4,0 °C, quella del mese più caldo, agosto, è di +23,3 °C.
| PERGOLA            | Mesi | Mesi | Mesi | Mesi | Mesi | Mesi | Mesi | Mesi | Mesi | Mesi | Mesi | Mesi | Stagioni | Stagioni | Stagioni | Stagioni | Anno |
| PERGOLA            | Gen  | Feb  | Mar  | Apr  | Mag  | Giu  | Lug  | Ago  | Set  | Ott  | Nov  | Dic  | Inv      | Pri      | Est      | Aut      | Anno |
| ------------------ | ---- | ---- | ---- | ---- | ---- | ---- | ---- | ---- | ---- | ---- | ---- | ---- | -------- | -------- | -------- | -------- | ---- |
| T. max. media (°C) | 8,0  | 10,0 | 13,3 | 17,8 | 22,4 | 26,8 | 30,1 | 30,3 | 26,1 | 19,7 | 13,6 | 9,9  | 9,3      | 17,8     | 29,1     | 19,8     | 19,0 |
| T. min. media (°C) | 0,1  | 0,8  | 3,3  | 6,6  | 10,1 | 14,0 | 16,2 | 16,2 | 13,6 | 9,8  | 6,2  | 2,4  | 1,1      | 6,7      | 15,5     | 9,9      | 8,3  |